# 朱福熙
朱 福熙（しゅ ふくき、チュー・フーシー、1955年 - ）は、中国人民解放軍の軍人。2013年8月現在、成都軍区政治委員を務める。階級は空軍中将である。中国共産党党員であり、第18届党中央委員会委員に選出されている。

## 来歴
1955年、浙江省臨海県に生まれる。1973年、双港中学を卒業する。1974年12月、人民解放軍に入隊する。南京軍区管轄の部隊に配属される。南京軍区政治部文化部部長、南京軍区政治部秘書長、第12軍政治部主任を歴任する。この間、国防大学で教育を受ける。2003年12月、総政治部副秘書長に任命される。2005年12月、総政治部秘書長に任命される。2008年2月、総政治部幹部部部長に任命される。2009年12月、空軍政治部主任に任命される。2004年7月、少将に昇格する。2009年12月、空軍少将に改められる。2011年7月、空軍中将に昇格する。2012年10月、成都軍区政治委員に任命される。
2012年11月、第18届党中央委員会委員に選出される。

## 参照
- 新任空军司令马晓天上将简历 开国大校马载尧之子_看看新聞网